# Амазонас
Амазонка  или Амазонас (португ. произношение: [amaˈzõnɐs] е един от 26-те щата на Бразилия. Амазонас е разположен в северозападната част на страната. Столицата му е град Манаус. Амазонас е с население от 3 311 026 души (2006) и обща площ от 1 570 745,68 кв. км, което го прави най-големият по площ щат в Бразилия.

## География
В Амазонас се намира най-високата точка на Бразилия – връх Пику да Неблина (2994 m).

## Административно деление
Щата е поделен на 4 региона, 13 микрорегиона и 62 общини.

## Население
3 311 026 (2006)
Урбанизация: 77,6%
Расов състав:
- мулати – 1 489 000 (74,3%)
- бели – 703 000 (21,0%)
- чернокожи – 144 000 (4,3%)
- азиатци и индианци – 14 000 (0,4%)